# مامي غينيا الجديدة
مامي غينيا الجديدة (الاسم العلمي:Mammea novoguineensis) هو نوع من النباتات يتبع جنس المامي من فصيلة جميلات الأوراق.